# Jürgen Todenhöfer

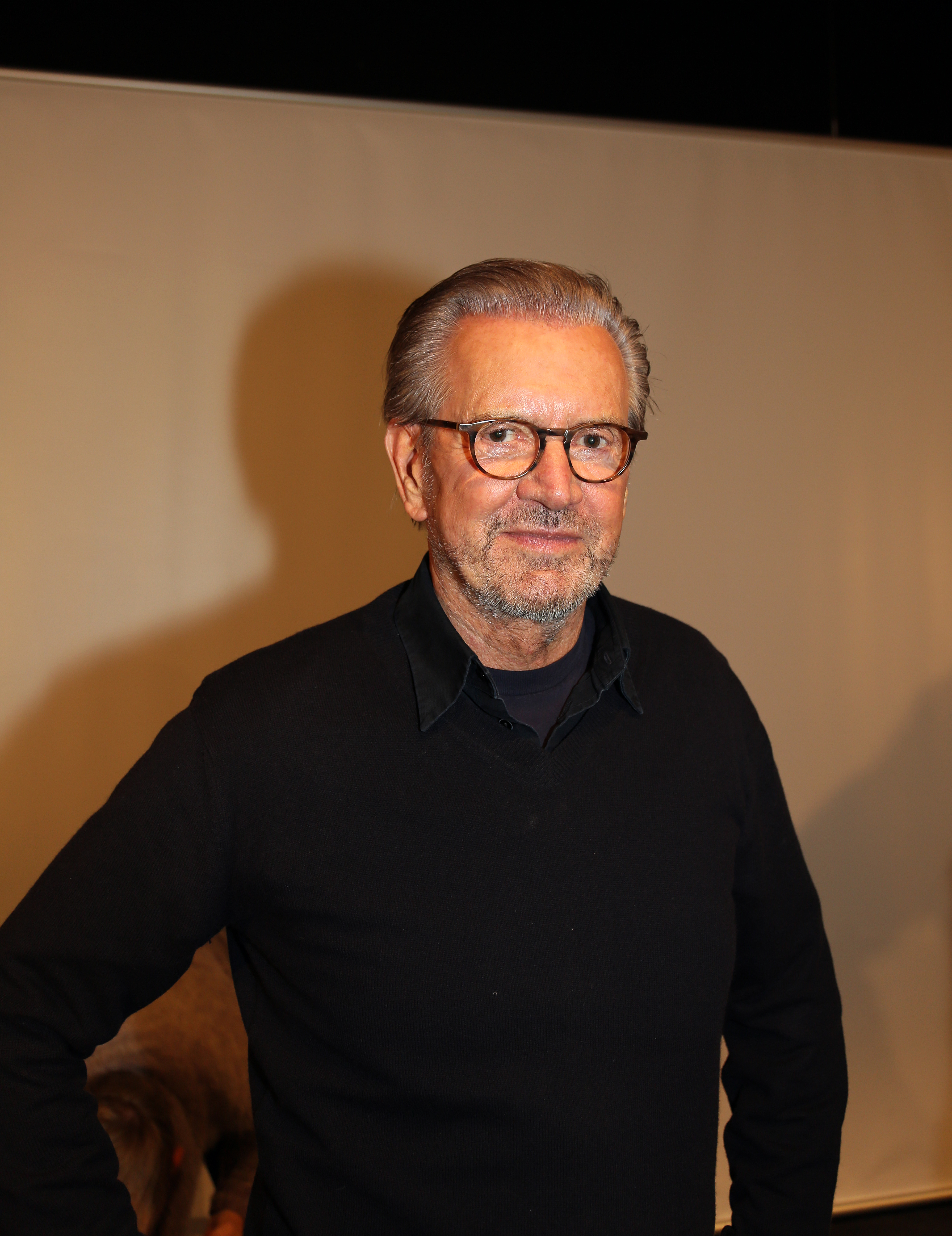
Jürgen Todenhöfer (2015)

Jürgen Gerhard Todenhöfer (* 12. November 1940 in Offenburg) ist ein deutscher Politiker (ehemals CDU, seit 2020 Team Todenhöfer), Publizist und ehemaliger Medienmanager. Er war von 1972 bis 1990 Bundestagsabgeordneter der CDU. Ab 1980 war er einer der bekanntesten deutschen Unterstützer der Mudschahedin und ihres Guerillakrieges gegen die sowjetische Intervention in Afghanistan. Noch während seines Mandats als Bundestagsabgeordneter wurde er 1987 Vorstandsmitglied im Burda-Medienkonzern und behielt diesen Posten bis 2008. Seit Beginn der 2000er Jahre tritt Todenhöfer als Kritiker der USA aufgrund der von ihnen angeführten Interventionen in Afghanistan und dem Irak in Erscheinung. In den Jahren 2017 und 2018 war Todenhöfer Herausgeber der Wochenzeitung Der Freitag. 2020 trat er aus der CDU aus und gründete die Kleinpartei Team Todenhöfer, mit der er bei der Bundestagswahl 2021 (als „Kanzlerkandidat“) und 2025 sowie einigen Landtagswahlen teilnahm und jeweils sehr deutlich unter der Fünf-Prozent-Hürde blieb.

## Leben
Jürgen Todenhöfer wurde als ältester Sohn des damaligen Amtsrichters Werner Todenhöfer (1906–2003) und dessen Frau Edith Todenhöfer, geborene Leonhardt, im badischen Offenburg geboren. Nach dem Zweiten Weltkrieg war Werner Todenhöfer Landgerichtsrat am Landgericht Offenburg, später Senatspräsident des Zivilsenats Freiburg am Oberlandesgericht Karlsruhe. Jürgen Todenhöfer verbrachte seine ersten Lebensjahre bei den Großeltern in Hanau, wohin ihn der Vater während der Kriegsjahre in vermeintliche Sicherheit gebracht hatte. Dort erlebte er den Luftangriff auf Hanau am 19. März 1945. Später wuchs er mit seinen zwei jüngeren Geschwistern bei seinen Eltern zunächst in Renchen, später im Freiburger Ortsteil Wiehre auf.

### Studium und Richteramt
Nach dem Besuch des Schillergymnasiums Offenburg und dem Abitur am Rotteck-Gymnasium Freiburg im Februar 1959 nahm Todenhöfer ein Studium der Rechts- und Staatswissenschaften an der Ludwig-Maximilians-Universität München auf, das er an der Pariser Sorbonne und der Rheinischen Friedrich-Wilhelms-Universität Bonn fortsetzte und an der Albert-Ludwigs-Universität Freiburg abschloss. Er wurde an letzterer 1972 Wissenschaftlicher Mitarbeiter und dort auch im Juli 1969 mit einer Arbeit über das Thema Die deliktische Haftung des Hehlers: Unter besonderer Berücksichtigung des § 830 BGB bei Hans Stoll zum Dr. jur. promoviert. Die juristischen Staatsprüfungen hatte er 1964 und 1967 abgelegt. 1972 trat er eine Richterstelle am Landgericht Kaiserslautern an, wo er in Strafsachen tätig war.

### Politische Karriere

#### CDU

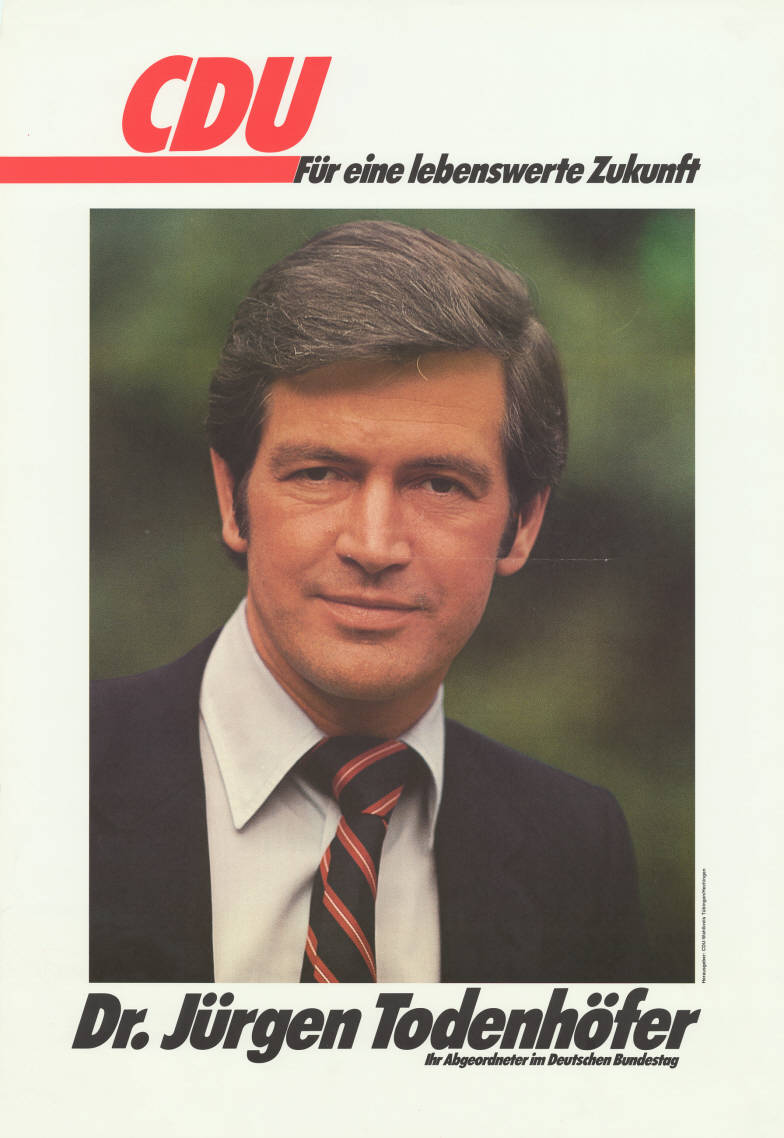
Plakat zur Bundestagswahl 1980

Im Januar 1970 trat der evangelische Todenhöfer in die CDU ein. Bereits im Februar 1970 holte ihn der damalige CDU-Generalsekretär Bruno Heck als Persönlichen Referenten in die Bonner Parteizentrale, wo er bis Dezember 1971 tätig war. Bei der Bundestagswahl 1972 zog er über die rheinland-pfälzische Landesliste  in den 7. Deutschen Bundestag ein und blieb bis 1990 Mitglied des Deutschen Bundestages; von 1980 an über ein Direktmandat aus dem Bundestagswahlkreis Tübingen in Baden-Württemberg. Im Bundestag trat er seit 1973 als entwicklungspolitischer Sprecher und später als abrüstungspolitischer Sprecher seiner Fraktion hervor. Mit der Äußerung „Im Schlafwagen kommt man nicht an die Macht“ kritisierte er 1978 den damaligen CDU-Vorsitzenden und Oppositionsführer Helmut Kohl. Todenhöfer vertrat in wichtigen Punkten Positionen, die Kohls Linie auch während dessen Kanzlerschaft widersprachen.
Als Hardliner der so genannten Stahlhelm-Fraktion um Alfred Dregger dem rechten CDU-Flügel zugerechnet, vertrat er oft konservative Positionen, für die er aus dem damaligen sozialliberalen Regierungslager gern aufs Korn genommen wurde. Eine Kreditzusage der Bundesrepublik für die gewählte sozialistische Regierung Chiles unter Salvador Allende kritisierte Todenhöfer 1973 mit den Worten „Für sozialistische Experimente in der Dritten Welt ist die DDR zuständig“, um nach dem Militärputsch die Auszahlung ebendieses Kredites an das Regime von Putschgeneral Augusto Pinochet zu fordern.
Todenhöfer warf 1977 der sozialliberalen Bundesregierung vor, sie finanziere in Afrika den Terrorismus, und bezeichnete 1979 den SPD-Vorsitzenden Brandt als Sprachrohr sowjetischer Propaganda. Über den SPD-Fraktionschef Herbert Wehner äußerte Todenhöfer, er betreibe „das Geschäft der Sowjetunion“, und Hans-Dietrich Genscher (FDP) unterstellte Todenhöfer, er steuere die Planwirtschaft an. „Dieser Mann ist reif für die Nervenheilanstalt“, konterte Wehner und verballhornte seinerseits Todenhöfers Namen als „Hodentöter“.
Gemäß einer umfassenden Monografie von 2014 über die deutsch-chilenischen Beziehungen seit 1949 von Georg Dufner reihe Todenhöfer sich „im März 1975 in die lange Reihe deutscher Politiker-Besuche in Chile ein“. Bei seiner Rückkehr habe er berichtet, mit Militärdiktator Pinochet über die Freilassung politischer Gefangener gesprochen zu haben. Pinochet sei bereit gewesen, sie in jedes aufnahmewillige Land abzuschieben. Nachdem in den folgenden Jahren rund 4.500 von ihnen in Chile freigelassen worden waren, verbreitete Todenhöfer wiederholt und bis heute (Stand November 2015) seine Auffassung, er habe „die Freilassung von insgesamt 4.500 politischen Häftlingen in die Wege“ geleitet. Während Dufner einen möglichen Zusammenhang mit Todenhöfers Besuch nicht einmal erwähnt, wurde dies in der Presse gelegentlich als Tatsache dargestellt.
Als 1978 die südafrikanische De-facto-Kolonialmacht Namibias dort zur Absicherung ihrer Herrschaft Parlamentswahlen abhalten ließ, dabei aber die SWAPO Democrats, eine Abspaltung von der SWAPO, und die Namibia National Front von der Wahl ausschloss, bezeichnete Todenhöfer diese „Wahlen“ als die demokratischsten, die je in Afrika stattgefunden hätten. Der Sicherheitsrat der UNO, deren Generalversammlung 1972 die SWAPO als einzigen Vertreter der Bevölkerung Namibias anerkannt hatte, erkannte diese Wahlen hingegen nicht an.
Ende der 1970er Jahre führte ein Bericht Todenhöfers als Entwicklungspolitischer Sprecher der Unionsfraktion über das Apartheid-Regime in Südafrika zu einer fraktionsinternen Kontroverse, da er in seiner Darstellung sehr einseitig Gewalttaten des African National Congress herausstellte. Die Fraktionsführung beauftragte daraufhin die Abgeordneten Paul Hoffacker (CDU) und Walter Althammer (CSU), durch Faktenfindung ein neutraleres Bild zu schaffen. Trotz Behinderung durch die CSU-Zentrale und mit Unterstützung der Kirchen Südafrikas gelang es ihnen schließlich, eine differenzierte Darstellung der Unterdrückung der schwarzen Bevölkerungsmehrheit zu erstellen, ohne dabei gewaltorientierte Formen des Widerstandes zu beschönigen.
Ab 1980 war er einer der bekanntesten deutschen Befürworter der von den USA im Rahmen der Operation Cyclone unterstützten Mudschahedin und deren Guerillakrieges gegen die sowjetische Intervention in Afghanistan. Mehrfach reiste er in Kampfzonen zu den Mudschahedin-Gruppen. Dabei wurde er, nach eigenen Angaben, von einem Splitter einer sowjetischen Maschinengewehrkugel im linken Knie verletzt. Die sowjetische Regierung kommentierte Todenhöfers Erlebnisbericht dahingehend, dass man ihn, wenn man ihn erwische, „auspeitschen und erschießen“ werde.
Im Jahre 1984 legte Todenhöfer als erster CDU-Bundestagsabgeordneter seine gesamten Einkommensverhältnisse offen.
Ende 1984 nahm er an einem Angriff afghanischer Mudschahedin auf eine sowjetische Garnison teil, wobei ihn ein ZDF-Kameramann begleitete. In dieser Zeit erreichte er mit seinen Afghanistanbesuchen und den positiven Erlebnisberichten über die dortigen, von den USA unterstützten Mudschahedin eine erhebliche Präsenz in deutschen Medien. Der von den Sowjets gestützte, kommunistische afghanische Präsident Babrak Karmal warf ihm deshalb 1985 vor, er sei illegal in Begleitung bewaffneter Banden nach Afghanistan eingedrungen und habe sich unter Tarnung an Sabotage-, Terror- und Spionagetätigkeiten gegen das Land beteiligt.
Todenhöfer setzte sich, gemeinsam mit anderen Kollegen, 1987 erfolgreich für die Beibehaltung des Ziels der deutschen Einheit im Parteiprogramm der CDU ein, als – laut dem ehemaligen Sprecher Helmut Kohls Karl Hugo Pruys – „Helmut Kohl bereit gewesen wäre, sie auf Druck seines Generalsekretärs Heiner Geißler sang- und klanglos unter den Tisch fallen zu lassen.“ Nach dem Ausscheiden aus dem Bundestag bei der Wahl von 1990 zog sich Todenhöfer aus der Parteipolitik vorläufig zurück.

#### Team Todenhöfer

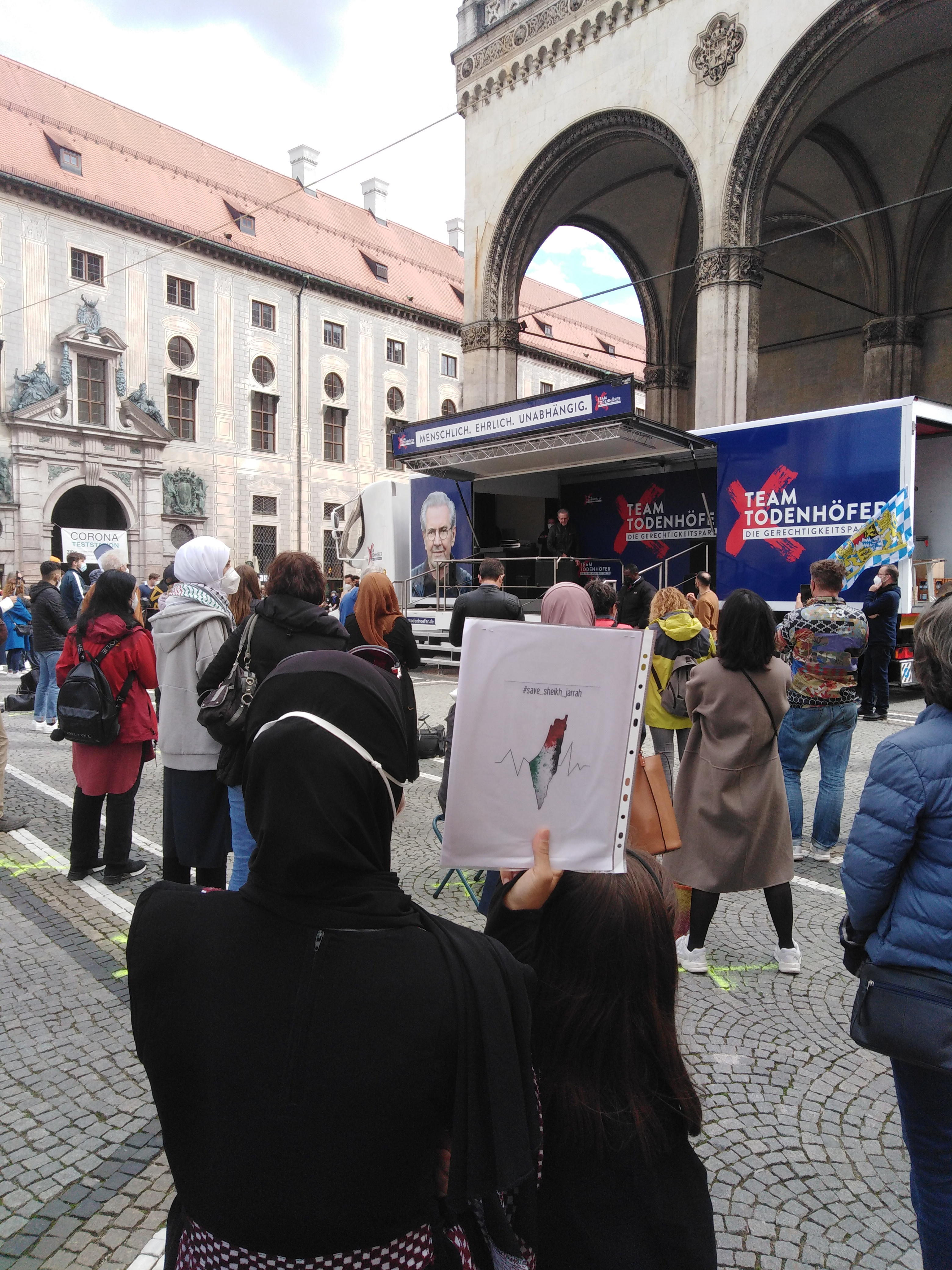
Wahlkampfauftritt Todenhöfers vor der Münchner Feldherrnhalle (15. Mai 2021)

An seinem 80. Geburtstag am 12. November 2020 gab er seinen Austritt aus der CDU und die Gründung der Partei Team Todenhöfer (TT) bekannt. Zu einer für den gleichen Abend von ihm für 1.000 Teilnehmer als erste Parteiveranstaltung angemeldeten Versammlung am Brandenburger Tor erschienen zwei- bis dreihundert Menschen. Forderungen der neuen Partei sind das Ende von Auslandseinsätzen der Bundeswehr, der Stopp von Waffenexporten in Krisenregionen, Steuersenkungen für die Mittelschicht, eine Verlängerung der Elternzeit auf drei Jahre und der Bau von jährlich einer Million neuer Wohnungen. Zu den Kernforderungen gehörte zudem die Verschlankung des Staates. Durch „Bürokratieabbau“ sollen 50 Milliarden Euro im Jahr eingespart werden, sodass die Staatsschulden auch ohne Steuererhöhungen begrenzt werden könnten.
Die Partei trat erstmals bei der Bundestagswahl im September 2021 (0,5 %) sowie bei den beiden gleichzeitig stattfindenden Wahlen zum Abgeordnetenhaus von Berlin (1 %) und den Landtagswahlen in Mecklenburg-Vorpommern (0,2 %) an. In Berlin war Todenhöfer Spitzenkandidat, im Bund „Kanzlerkandidat“. Zudem trat er als Direktkandidat im Wahlkreis München-Ost an, wo er mit 1,3 % das bundesweit beste Erststimmenergebnis seiner Partei erreichte. Die Partei scheiterte bei allen Wahlen deutlich an der Fünf-Prozent-Hürde. Bei der Bundestagswahl 2025, bei der TT nur mit zwei Landeslisten antrat (zwei weitere waren vom Bundeswahlausschuss wegen Formmängeln abgelehnt worden) kam nur mehr auf knapp 0,05 %. Mit Todenhöfer stellt sie den zweitältesten Bundestagskandidaten. Todenhöfer verzichtete auf eine Kanzlerkandidatur und trat im Bundestagswahlkreis Berlin-Neukölln als Direktkandidat an, konnte dort aber auch lediglich 1,5 % (0,3 % weniger als der TT-Bewerber von 2021) erringen. Das TT-Zeitstimmenergebnis in dem Wahlkreis sank um vier Fünftel von 2,5 % auf 0,5 %.

### Publizistische Karriere

#### Medienmanager bei Burda
Im Februar 1987 – der Verleger Franz Burda war vier Monate zuvor verstorben – holte ihn dessen Sohn, sein Jugendfreund Hubert Burda zur Unterstützung in das Medienunternehmen. Gemeinsam hatten sie das Schiller-Gymnasium in Offenburg besucht. Zunächst übernahm Todenhöfer in der unternehmenseigenen Fernsehproduktionsgesellschaft PAN-TV den Geschäftsbereich Medienpolitik und Unternehmensrecht. Ende 1987 wurde ihm bei der Burda GmbH die Verantwortung für die Bereiche Unternehmenspolitik, Personal- und Sozialwesen, Organisation, Revision, Recht, Beteiligungen und Neue Medien übertragen, zudem wurde er stellvertretender Vorsitzender der Geschäftsführung der Burda GmbH.
1990 wurde ihm zusätzlich der stellvertretende Vorsitz der Dachgesellschaft Dr. Hubert Burda Holding GmbH & Co. KG übertragen und ab Januar 1995 der Finanzbereich der Holding. Im August 1996 übernahm er – das Vorstandsmitglied Gerd Bolls war bei einem Flugzeugabsturz ums Leben gekommenen – das Ressort Verlage (ohne Nachrichtenmagazin Focus) hinzu. Ende 1998 gab er den Vorstandsbereich Druck an einen Geschäftsführer ab und blieb weiterhin bis zum 12. November 2008 stellvertretender Burda-Chef und Vorstandsvorsitzender für die Ressorts Verlage, Finanzen und Verwaltung der Hubert Burda Media Holding.
Seine Tätigkeiten für Burda übte er insgesamt 22 Jahre aus, bis 1990 neben seinem Bundestagsmandat. Als 1991 der Verkauf der ehemaligen SED-Parteizeitung Schweriner Volkszeitung durch die Treuhandanstalt anstand, wurde Todenhöfer, der auch nach seinem Ausscheiden aus der Politik noch über gute Beziehungen zu den Unions- und Regierungskreisen der Bundeshauptstadt verfügte, von Hubert Burda dorthin entsandt. Der Burda-Konzern erhielt den Zuschlag. Gerd Bolls, Geschäftsführer des nicht zum Zuge gekommenen Bauer-Verlages, kommentierte dies mit den Worten: „Wir haben eben keinen Abgeordneten in der Geschäftsleitung.“

#### Publizistische Positionen
Etwa seit 2001 engagierte Todenhöfer sich dann als entschiedener Gegner der US-amerikanischen Kriege in Afghanistan 2001 und im Irak 2003. Über beide Kriege schrieb er Bücher, die in hoher Auflage verkauft wurden. Er bereiste regelmäßig die Kriegs- und Krisengebiete im Nahen und Mittleren Osten. Um auch in für Journalisten gesperrte Zonen des Iraks zu kommen, verkleidete er sich als Arzt. Nach der Rückkehr von einer solchen Erkundung bekannte er, sich dort oft „für den Westen geschämt“ zu haben, und vertrat in einem Interview im Stern die Ansicht, Bush habe noch mehr Menschen getötet als Bin Laden. Todenhöfer verwahrte sich 2005 jedoch gegen den Vorwurf des Antiamerikanismus und erklärte, Ehren-Oberst der US-Armee zu sein.
Im März 2011 hielt sich Todenhöfer während des Bürgerkriegs in Libyen für ein paar Tage in Libyen auf und entging nur knapp einem Raketenangriff. Anschließend forderte er Europa auf, die Aufständischen mit Verteidigungswaffen zu beliefern. Er sprach sich gegen eine Militärintervention der NATO aus und riet stattdessen zu einem diplomatischen Eingreifen der UNO.

##### Iran
2008 reiste Todenhöfer in den Iran, um dort „den Dialog mit dem Westen zu beleben“. Er traf sich dafür mit mehreren Großajatollahs sowie zwei Vize-Außenministern und besuchte in Teheran einen Forschungsreaktor, wo ihm auf 20 Prozent angereichertes Uran gezeigt wurde. Für den iranischen Botschafter in Deutschland Ali Reza Sheikh Attar zählte er zu den wichtigsten Kontakten in der westlichen Politik. Nach mehreren Gesprächen mit führenden iranischen Politikern überbrachte Todenhöfer am 26. April 2010 als „Bote ohne Vermittlungsauftrag“ dem Direktor der US-amerikanischen Nachrichtendienste, Dennis C. Blair, ein mit der iranischen Führung abgestimmtes Verhandlungs- und Friedensangebot. Es besagte nach Todenhöfers Darstellung, dass der Iran Frieden mit den USA wolle, und bestand aus vier Kernpunkten:
1. „Eine vertragliche und faktische Totalgarantie gegen den Bau einer iranischen Atombombe. Die Iraner wollten unter anderem die für medizinische Zwecke erforderliche Urananreicherung auf 20 Prozent den USA übertragen.
2. Die Bereitschaft zu fairen Absprachen über die Einflusssphären Irans [sic!] und der USA im Nahen Osten.
3. Die Bereitschaft zu konstruktiven Beiträgen zur Lösung des Afghanistan- und des Irakkonflikts.
4. Die Bereitschaft zur Bekämpfung des internationalen Terrorismus mit konkreten Ideen.“

Die USA setzten ihre Sanktionen fort. Der Konflikt um das iranische Atomprogramm wurde 2015 ohne Todenhöfers Zutun vorläufig beigelegt.

##### Syrien
Am 13. November 2011 hielt Todenhöfer sich anlässlich des Aufstandes in Syrien auf und wurde als einer von wenigen westlichen Journalisten zum Diktator Baschar al-Assad vorgelassen. Todenhöfer plädierte dafür, Verhandlungen mit Assad aufzunehmen, da die Gefahr eines ausgedehnten Bürgerkrieges drohe, der mit dem libyschen nicht zu vergleichen sei. Die meisten Syrer seien immer noch Anhänger ihres Präsidenten, der sich glaubhaft für Demokratie einsetze, und im Land herrsche eine weitreichende Normalität. Der syrisch-deutsche Schriftsteller Rafik Schami warf Todenhöfer – und auch Peter Scholl-Latour – bezüglich deren Berichterstattung über Syrien Verblendung und Eitelkeit vor und bezeichnete sie spöttisch als „Prominenz-Journalisten“. Todenhöfer habe nicht begriffen, „in welchem Theater er seine naive Rolle bekommen“ habe. Die Nähe der „reaktionäre[n] alte[n] Herren“ zu „Extremlinken“ sei zwar erstaunlich, aber nicht neu. Am 4. Juli 2012 traf Todenhöfer mit Assad zu einem Vorgespräch zusammen und führte mit ihm am nächsten Tag ein Interview, das von der ARD am 8. Juli 2012 gesendet wurde. Nach Mitte April 2013 traf er Assad noch einmal zu einem Gespräch.
Im September 2016 führte Todenhöfer in Syrien ein Interview mit einem angeblichen Kommandeur der al-Nusra-Front. Er äußerte kurz darauf, die syrische Opposition sei auch nicht besser als das Assad-Regime. Die Authentizität des Interviewpartners wurde weithin angezweifelt; Todenhöfer bestritt jedoch, vom Geheimdienst Assads getäuscht worden zu sein, und behauptete, den Hintergrund des Mannes recherchiert zu haben. Ihm wurde 2016 oder früher vorgeworfen, er mache Propaganda für Assads Regime. Todenhöfer sieht die Schuld am syrischen Bürgerkrieg aber nicht nur bei Assad oder den Rebellen, sondern auch bei den Akteuren im Hintergrund, namentlich Saudi-Arabien, Russland, dem Iran und den USA, die im Mittleren Osten um die Macht kämpften. Diese Mächte spielten dort „ein ganz schlimmes Spiel“ auf dem Rücken des syrischen Volkes.
Über Assad schrieb Todenhöfer, er sei „der einzige Anführer, der [Syrien] eine moderne Demokratie und eine stabile Zukunft ohne Fremdherrschaft geben kann. Das müssen wir der Welt klarmachen. Und [dem syrischen] Volk.“

##### „Islamischer Staat“
Im Juni 2014 behauptete Todenhöfer, dass der Aufstand im Irak nicht primär von der Terrormiliz „Islamischer Staat“ (IS) getragen würde, sondern von Kämpfern einer säkular orientierten Allianz namens „Nationaler, panarabischer und islamischer Widerstand“ (FNPI). Todenhöfer bezifferte die Zahl der IS-Anhänger auf 1.000, denen etwa 20.000 Kämpfer des FNPI gegenüberstünden, denen er eher insbesondere wirtschaftliche Unzufriedenheit denn religiösen Fundamentalismus als Motiv zuschrieb. Diesem Widerstand bescheinigte er, dass er trotz personeller Kontinuitäten zum Hussein-Regime nicht dessen „Nachfolge-Organisation [sei]. Er [wolle] neue Wege gehen, [habe] sich geöffnet, liberalisiert und [strebe] eine Demokratie an.“ Schätzungen eines Irak-Experten der Friedrich-Naumann-Stiftung vom Juni 2014 gingen jedoch von einer Stärke von 10.000 bis zu 15.000 Mann aus. Im Dezember 2014 hielt sich Todenhöfer rund eine Woche lang in Mossul im Machtbereich des IS auf. Vermittelt wurde die Reise vom deutschstämmigen IS-Kämpfer Christian Emde alias Abu Qatadah. Todenhöfer hatte ihm gegenüber den Wunsch geäußert, die vom IS kontrollierten Gebiete Syriens und des Iraks besuchen zu dürfen, um dort „authentische“ Eindrücke für sein geplantes Buch zum „Islamischen Staat“ zu erhalten. Nach seiner Rückkehr berichtete Todenhöfer, dass die sunnitischen Einwohner die Herrschaft des IS als Verbesserung gegenüber der vorherigen schiitisch dominierten Herrschaft der irakischen Regierung ansehen. Zur Möglichkeit islamistischer Anschläge in Deutschland meinte Todenhöfer, dass es solche Anschläge geben könne. Die Hauptgefahr gehe aber nicht von den Rückkehrern aus dem Kampfgebiet aus – diese würden als „Versager“ angesehen –, sondern von den IS-Sympathisanten, die kurz vor der Reise ins Kriegsgebiet einen Anschlag ausführen könnten. Im Übrigen warnte er, den IS zu unterschätzen. Dessen Anhänger würden eine geradezu „rauschartige Begeisterung und Siegeszuversicht“ an den Tag legen. Ziel des IS sei es, alle Angehörigen nicht-abrahamitischer Religionen, das heißt weltweit Hunderte Millionen Menschen, zu ermorden. Laut Todenhöfer zählt der IS zu diesen verschonten Gläubigen der abrahamitischen Religionen nur „IS-Muslime (Sunniten), Juden und Christen“. Tatsächlich ermordete jedoch der IS zu diesem Zeitpunkt bereits auch tausende Angehörige abrahamitischer Religionen, wobei auch hunderte unkooperative Sunniten zu den Opfern zählten (siehe Liste von durch den IS ermordeten Gefangenen). Gegenüber Euronews bezeichnete er 2015 den sogenannten IS als „Baby von George Bush“ und behauptete, dass während der letzten 200 Jahre kein arabischer Staat den Westen angegriffen habe.

##### Türkei
In der Böhmermann-Affäre um den türkischen Präsidenten Recep Tayyip Erdoğan erklärte Todenhöfer am 12. April 2016 in einem offenen Brief an die Vereinigung für Medienkultur – wo er das strittige Gedicht vollständig wiedergab –, dass es eine „Beleidigung um der Beleidigung Willen“ sei und es sich um „versteckten Rassismus“ handele. Auch fand er es gut, dass sich die Kanzlerin klar von dem Schmähgedicht distanziert hat.
In der Debatte um das Verfassungsreferendum in der Türkei 2017 bezeichnete Todenhöfer das knappe und umstrittene Ergebnis als „Selbstbestimmungsrecht des türkischen Volkes“.

##### Völkermord an den Armeniern
Todenhöfer kritisierte am 2. Juni 2016 die Bundestagsresolution zum Völkermord an den Armeniern auf Facebook, relativierte den Genozid und leugnete die gezielte Absicht der türkisch-osmanischen Regierung, das armenische Volk zu töten. In seiner Argumentation stützte sich Todenhöfer hauptsächlich auf Angaben der türkischen Regierung sowie des amerikanischen Professors Justin A. McCarthy, die für ihre Leugnung des Völkermords an den Armeniern bekannt sind. Die Anerkennung des Genozids an den Armeniern durch den Bundestag nannte Todenhöfer ein „einseitiges an den Pranger stellen der türkischen Osmanen“.

##### Russland und Ukraine
Vor dem Hintergrund des Krieges in der Ukraine und der Annexion der Krim durch Russland forderte Todenhöfer im April 2014 eine Konferenz zur Neuordnung des Verhältnisses zwischen Russland und dem Westen. Er bezeichnete die Russische Föderation als den „geborenen strategischen Partner Europas“ und schlug einen Vertrag mit Russland über die Unantastbarkeit der Grenzen in der Region vor. Dieser kann laut Todenhöfer aber nur erreicht werden, wenn die NATO auf eine Erweiterung in die Ukraine und auf einen Raketenabwehrschirm „vor der Nase Russlands“ verzichte.
Nach dem russischen Überfall auf die Ukraine wies Todenhöfer im Oktober 2022 auf einer Querdenker-Demonstration in Stuttgart den USA und nicht dem russischen Präsidenten Putin die Verantwortung für den Krieg zu. Zur Veranstaltung erschien er mit uniform gekleideter Entourage, Parteifahne und von Trommelwirbeln begleitet. Länge und Ichbezogenheit seiner Rede führten dazu, dass sich während seiner Ansprache ein erheblichen Rückgang der ursprünglich 5.000 Teilnehmer einstellte. Todenhöfer forderte die Bundesregierung zum Rücktritt auf. Diese verblieb jedoch im Amt.
Im Februar 2023 war Todenhöfer einer von 69 Erstunterzeichnern des Manifests für Frieden.

##### Israel
Während Todenhöfer 2013 die Warnungen des israelischen Premierministers Benjamin Netanjahu vor einem iranischen Atomprogramm für unglaubwürdig hielt, attestierte er dem iranischen Präsidenten Hassan Rohani, dass dieser „nicht irgendwelche nicht existierenden Kriegs- oder Friedenspläne erfinde“, sondern „auf der Basis eines sehr konkreten iranischen Verhandlungs- und Friedensangebots“ handele.
Im Juni 2019 nahm Todenhöfer am Grenzzaun von Gaza an einer Demonstration teil und führte dabei ein Plakat mit, das in englischer Sprache die Aufschrift „Liebe Israelis, bitte behandelt die Palästinenser so, wie ihr selbst behandelt werden wollt!“ trug.
Nach dem Terrorangriff der Hamas auf Israel 2023 nahm Todenhöfer in Köln zusammen mit Querdenkern und Verschwörungsanhängern an einer propalästinensischen Kundgebung teil, wo unter anderem verbreitet wurde, dass nur wenige jüdische Familien die Welt dominieren würden. Todenhöfer selbst behauptete, dass man in Deutschland in einer „Meinungsdiktatur“ lebe. Ein Vertreter des NS-Dokumentationszentrums der Stadt Köln kommentierte das Zusammengehen von Corona-Leugnern, Unterstützern bzw. Apologeten der expansiven Außenpolitik Wladimir Putins, Rechtsextremisten, der Basisdemokratischen Partei und Todenhöfers Partei bei dieser Kundgebung damit, „dass Israelhass, der meistens nur [...] Antisemitismus verbirgt, [...] der Klebstoff ist, der diese verschiedenen Gruppierungen zusammenbringt“.

#### Herausgeber der WochenzeitungDer Freitag
Der Freitag-Eigentümer Jakob Augstein bestellte Todenhöfer zum Jahresanfang 2017 als Herausgeber des Blattes. Aufgrund seiner „Sympathie-Bekundungen gegenüber dem syrischen Präsidenten Baschar al-Assad“ und der Todenhöfer oft vorgeworfenen „antiwestliche[n] Haltung“ wurde die Ernennung in sozialen Netzwerken kritisiert. Die Funktion als Herausgeber beschränkt sich laut Augsteins Aussage in einem Interview der taz darauf, dass Todenhöfer die Chefredaktion berät und in die Konferenzen kommen darf. Auf Nachfrage, dass dies „nicht viel“ sei und wozu Todenhöfer denn benötigt würde, verwies Augstein auf Todenhöfers „riesige Fangemeinde im Internet“ und bezeichnete ihn als „völlig unabhängige[n] Publizist[en]“. Man hoffe, unter seinen 700.000 Facebook-Fans neue Leser zu gewinnen. Augstein berief sich auf die Antikriegshaltung Todenhöfers, dass er auf eigene Rechnung im Nahen Osten unterwegs gewesen sei und darüber schrieb. Todenhöfer würde bei den „normalen Lesern“ über eine „ungeheuer große Glaubwürdigkeit“ verfügen. „Skepsis“ schlage ihm „nur vom journalistischen Establishment entgegen“.
Augstein bestritt im Februar 2017 gegenüber der Süddeutschen Zeitung, dass Redaktionsmitglieder aufgrund von Todenhöfers Ernennung den Freitag verlassen wollten, räumte aber ein, dass es aus diesem Anlass redaktionsintern einen Streit über das Selbstverständnis des Blattes gegeben habe. Bis Anfang Juli 2017 schieden beim Freitag jedoch unter anderen die stellvertretende Chefredakteurin Katja Kullmann, der Textchef Thomas Kaiser, der Art Director Max Sauerbier, die Filmkritiker Ekkehard Knörer und Lukas Foerster sowie die Sportjournalisten Elke Wittich und Martin Krauß aus. Kullmann begründete ihren Schritt damit, dass sie das „publizistische Umfeld“ Todenhöfers abschrecke. Seine Ernennung zum Herausgeber sei „politisch fahrlässig bis gefährlich“, „genau jetzt käme es darauf an, eine klare Grenze zum rot-braunen Lager zu ziehen.“
Todenhöfer beendete Anfang Januar 2018 seine Tätigkeit als Herausgeber und begründete dies damit, dass seine langen Auslandsaufenthalte nicht mit der Funktion als Herausgeber vereinbar seien.
Er ist weiterhin als Kommanditist Mitgesellschafter der „Der Freitag Mediengesellschaft mbH & Co. KG“.

## Kontroversen

### Schmähkarikatur gegen Bundespräsident Gauck
Im Juni 2014 veröffentlichte Todenhöfer auf Facebook eine Fotomontage mit dem Gesicht von Bundespräsident Joachim Gauck, montiert in ein Foto von Al-Qaida-Chef Aiman az-Zawahiri mit erhobenem Zeigefinger. Oben über das Bild hatte er geschrieben: „Bundespräsident Gauck ruft erneut zum heiligen Krieg auf!“ Anlass für diese Aktion war die damalige Forderung des Bundespräsidenten, Deutschland müsse mehr militärisches Engagement zeigen. Im weiteren Text warf Todenhöfer Gauck vor, er erinnere immer mehr an einen „kriegsbegeisterten Militärpfarrer“. „Wie ein Irrer“ werbe er alle paar Monate für eine deutsche Kriegsbeteiligung. Todenhöfer fragte: „Wer stoppt diesen überdrehten Gotteskrieger?“ Die Kritik nach dieser Attacke war scharf. Verteidigungsministerin Ursula von der Leyen (CDU): „Wer zu solchen Mitteln greift, dem sind wohl die Argumente ausgegangen.“ Agrarminister Christian Schmidt (CSU): „politischer Geisterfahrer“. Karl-Georg Wellmann, Außenpolitiker der CDU, riet zu „fachärztlicher Behandlung“. Roderich Kiesewetter, ebenfalls Außenpolitiker der CDU: „jegliche Bodenhaftung und jeden Realitätsbezug verloren“. FDP-Vorsitzender Christian Lindner: „völlig abgedreht und orientierungslos“, ein radikaler Pazifismus sei naiv. Die Geschäftsführerin der SPD-Bundestagsfraktion, Christine Lambrecht: „Das entwertet jedes Argument“. Der stellvertretende FDP-Vorsitzende Wolfgang Kubicki: „Ich rate der Staatsanwaltschaft, diesen Vorgang dringend zu prüfen.“

### Fotoinszenierung im israelisch-palästinensischen Konflikt
Zu einem von Todenhöfer verbreiteten Foto, das ihn während des Gazakrieges 2014 in den Trümmern eines zerbombten palästinensischen Hauses umgeben von Kinderspielzeug zeigte, schrieb Klaus Kelle in der Rheinischen Post, dass die Spielwaren so „sauber und unversehrt“ gewesen seien, als wären sie „kurz vorher in einem Laden gekauft worden“, und wünschte sich „mehr Wahrhaftigkeit“. Rudi Wais, Chef vom Dienst der Augsburger Allgemeinen, meinte zu dem Bild, das „eine einzige Anklage“ sei, „als säßen in Gaza nur Opfer und keine Täter“: „Todenhöfer nennt das Journalismus. Journalisten nennen das Manipulation.“

### Kooperation mit Xavier Naidoo
Am 3. Dezember 2015 veröffentlichte Todenhöfer im Zuge seines Protestes gegen einen deutschen Militäreinsatz in Syrien auch Xavier Naidoos Lied „Nie mehr Krieg“ auf Facebook. Darin singt Naidoo, für seine Überzeugungen einstehen und seinen Glauben nicht verleugnen zu wollen. Es liefe etwas schief, „wenn wir das [Anm.: „Nie mehr Krieg“] nicht mehr sagen dürfen“. Muslime trügen heute „den neuen Judenstern“ und würden als Terroristen ausgegrenzt. Arno Frank nannte dies in einem Kommentar für Spiegel Online eine „bizarre Ansicht“. In der Veröffentlichung der „suggestive[n] Vereinfachungen“ durch Todenhöfer zeige sich eine „heilige Allianz aus Aluminiumhut und Palästinensertuch“. Die FAZ kritisierte, Naidoo polarisiere „nicht, weil er scharfe Provokationen auf Lager hätte, sondern weil er wirr redet“. In der Süddeutschen Zeitung nannte Johannes Boie Todenhöfer und Naidoo „gefährliche Weltinterpreten“ und schrieb: „Mit Todenhöfer und Naidoo wächst zusammen, was zusammen gehört. […] Was nicht ins Weltbild passt, wird mit einer Verschwörungstheorie erklärt.“ Auch Naidoos Konzertagent Marek Lieberberg nannte den Judenstern-Vergleich „ebenso fragwürdig wie unzutreffend und überflüssig“ und kritisierte insbesondere Naidoos Zusammenarbeit mit dem „Isis-Propagandisten“ Todenhöfer.

### Klage gegen den Spiegel
2016 klagte Todenhöfer vor dem Landgericht Hamburg gegen den Spiegel, da dieser in seiner Ausgabe 3/2016 einen von Özlem Gezer unter dem Titel Der Märchenonkel verfassten Artikel über Todenhöfers neues Buch Inside IS – 10 Tage im „Islamischen Staat“ veröffentlicht hatte, den dieser als Schmähartikel empfand. Das Verfahren endete im August 2016 mit einem Vergleich, bei dem der Spiegel „strafbewehrte Unterlassungserklärungen“ abgab, die ihn verpflichteten, die Wiederholung aller 14 von Todenhöfer beanstandeten Stellen zu unterlassen. Das Nachrichtenmagazin entfernte daraufhin auch den entsprechenden Beitrag aus seinem Internetauftritt. Der Verlag betonte, dass es keine gerichtliche Entscheidung gegeben habe und man dem Vergleich nur aus „prozessualen Erwägungen zugestimmt“ habe.

## Publikationen und Rezeption
Der Autor Tilman Tarach bezeichnete Todenhöfer als typischen Vertreter der klassischen politischen Rechten, deren Primat zunächst der Antikommunismus gewesen sei, die sich aber nach dem Ende des Ostblocks wieder verstärkt dem Kampf gegen die Aufklärung zugewendet hätten. Todenhöfer unterstütze heute die Taliban gegen die USA aus gewiss keinem anderen Motiv heraus als damals die Mudschahedin gegen die Sowjetunion.
Der Linkspolitiker Oskar Lafontaine lobte Todenhöfer hingegen in der jungen Welt dafür, den „Antiterrorkrieg der USA“ als „Terrorzuchtprogramm […] richtig analysiert“ zu haben.

### Ich denke deutsch. Abrechnung mit dem Zeitgeist(1989)
Philip Meinhold befand 2016 in der taz zu Todenhöfers Ich denke deutsch. Abrechnung mit dem Zeitgeist von 1989, dass dieser darin bereits frühzeitig „das Schauermärchen von Lügenpresse und Mainstream-Medien“ entworfen habe. Meinhold beanstandete zudem „missratene Formulierung[en]“ und eine „Metaphernlawine“ und störte sich unter anderem an des Autors Aussage, dass die Möglichkeit eines straffreien Schwangerschaftsabbruches „der frischfröhlichen Querfeldein-Hurerei Tür und Tor öffnet“.

### Teile dein Glück und du veränderst die Welt(2010)
Christian Geyer-Hindemith lobte in der FAZ die zu Todenhöfers 70. Geburtstag veröffentlichte, ursprünglich nur als „Vermächtnis“ an seine Kinder gedachte Autobiografie Teile dein Glück und du veränderst die Welt in der FAZ als „heiter im Duktus“ und „Dokument moralischer Empfindlichkeit“.

### Du sollst nicht töten. Mein Traum vom Frieden(2013)
Für Rainer Hermann, FAZ, besteht Todenhöfers Buch Du sollst nicht töten. Mein Traum vom Frieden eigentlich aus zwei Büchern: „Das eine ist ein Bekenntnis für den Frieden. Es handelt vom Krieg, von den Kriegen im Nahen Osten und den Kriegen des Westens dort. […] Das andere enthält Reportagen der Reisen, die ihn seit 2011 als Zeitzeugen nach Ägypten, Libyen, Tunesien und Marokko führten, in den Irak und nach Iran, nach Pakistan und Afghanistan, sechsmal nach Syrien.“ Hermanns Fazit: „Wer Frieden bloß für eine romantische Verirrung realitätsfremder Schwärmer hält, wird das Buch als Zumutung empfinden. Wer sich aber an das fünfte Gebot hält und Gewalt als Rückfall in die Barbarei ablehnt, liest es mit Gewinn.“
Martin Woker, der langjährige Nahost-Korrespondent der Neuen Zürcher Zeitung, findet zwar Todenhöfers „Mut und die Anteilnahme am Leiden der Kriegsopfer“ aufrüttelnd, stört sich aber ein wenig daran, dass dieser den nach seiner Meinung von ihm fahrlässig mitverursachten Tod eines Begleiters auch noch auflagenfördernd im Prolog des Buchs vermarkte. Todenhöfers Motive werden für ihn nicht restlos klar, auch wenn dieser seinen „flüssig verfassten Erlebnisberichten“ aus der arabischen Welt ein „Substrat persönlicher Erfahrungen in Afghanistan und im Irak“ voranstelle, „welche fassbar machen sollen, wie aus einem Kommunistenfresser und Angehörigen der ,Stahlhelmfraktion‘ im Bundestag ein glühender Antiimperialist wurde.“
Josef Joffe verriss hingegen das Buch in der Zeit als Sammlung „irrlichternd-demagogische[r] Antworten […] über Interesse und Moral, Sinn und Gerechtigkeit des Krieges.“ Wenn Todenhöfer George W. Bush den „schlimmeren Mörder“ nenne, weil „der Westen in Afghanistan viel mehr Zivilisten getötet [habe] als Al-Qaida in den USA“, so suggeriere er, „dass es keinen Unterschied zwischen Attackierten und Aggressoren gebe, dass moralische Wertigkeit eine Sache der Opferzahlen sei. Dann wäre wohl auch Nazi-Deutschland salviert, das gegenüber dem Westen eine vielfach höhere Gefallenenzahl zu beklagen hatte“. Wenn er „Friedfertigkeit als höchstes Gut proklamier[e], sag[e er] gleichzeitig, dass er jeden anderen Wert im Namen des Friedens zu verraten bereit sei: Familie, Freunde, Nation, dazu Freiheit, Gerechtigkeit und Unabhängigkeit“. Todenhöfer habe eine „absonderliche Sympathie für jene Gewalttäter entwickelt, die gegen den Westen kämpfen, insbesondere gegen Amerika und Israel“. Seine Technik sei dabei stets die gleiche: „herzzerreißende Erzählungen über die Leiden der einen, kalte Indifferenz für die anderen“. Ihm fehle dabei die Fähigkeit, Konflikte in ihrem Kontext zu begreifen, zudem sei seine „Sicht auf das Alte Testament […] mit Jahwe als Killer-Gott […] ein probater Topos rechtsextremer Pamphletisten“. Todenhöfer habe „auf dem Hochsitz der Moral ein hübsches Geschäftsmodell entwickelt, wie seine Auflagen und TV-Auftritte zeigen“.

### Inside IS – 10 Tage im „Islamischen Staat“(2015)
Matthias Drobinski attestierte Todenhöfer in der Süddeutschen Zeitung zwar Mut und Hartnäckigkeit, als dieser für Recherchen zu Inside IS – 10 Tage im „Islamischen Staat“ das Gespräch mit IS-Kämpfern suchte und ein Interview mit dem IS-Terroristen Christian Emde im Januar 2015 vorab im RTL Nachtjournal zeigte, befand jedoch, dass „Fundamentalisten […] mit dieser Art Gespräch nicht beizukommen“ sei, vielmehr verschwimme hier die Aufklärung zum „Infoporno“.
Frank Jansen wirft Todenhöfer im Tagesspiegel zu Inside IS vor, dass er eine „eigene Wahnwelt“ habe, „die mit der des IS soweit kompatibel“ sei, dass Todenhöfers „Wut auf den Westen“ „an das krude Gerede von Antiimperialisten“ erinnere. Menschenrechte und Demokratie sind für Todenhöfer nur Beiwerk für „die westliche Gewalttätigkeit“. Die sogar über das hinausgegangen sei, „was uns der bestialische IS-Terrorismus heute vorführt“. Hier werde Todenhöfers Denkmuster sichtbar: „Der IS ist schlimm, aber der Westen noch schlimmer“. Er entlarve sich als anti-amerikanischer Demagoge. Todenhöfers Aussage, dass „in Deutschland […] nicht ein einziger Deutscher durch islamistische Terroristen getötet“ worden sei, verschweige aber z. B. den islamistischen Doppelmord an zwei US-Soldaten in Frankfurt im März 2011 (denn „das waren ja keine Deutschen“) und jene Deutschen, die am 11. September 2001 und bei weiteren Anschlägen im Ausland starben. Der „in Sachen Propaganda professionell und innovativ [agierende]“ IS nutze den „hartnäckig anklopfend[n]“ Westler Todenhöfer, um der Welt zu zeigen, dass „der Islamische Staat ein funktionierendes Staatswesen ist, in dem die Bevölkerung durchaus sicher leben könnte, gäbe es da nicht die Luftangriffe des Assad-Regimes und der Amerikaner“. Todenhöfer habe das zwar wohl auch selbst gemerkt, machte sich aber dennoch „zum Deppen des Kalifen“. Auf Todenhöfers Empörung über mutmaßlich US-amerikanische Bomber und Drohnen dürfte der IS gehofft haben. Todenhöfer liefere Munition für Propaganda. Dass er am Ende des Buches die brutalen Methoden des IS auch verdamme, werde dieser verkraften können, zumal sich Todenhöfer für die Gastfreundschaft bedankt habe.
Wolfgang Freund betrachtete in der Süddeutschen Zeitung Inside IS zwar als „gelungenes Reportagebuch“, ihm missfielen jedoch die „etwas aufdringlichen Selbstbeweihräucherungen“ Todenhöfers als „furchtlose[r] Wahrheitssucher“, den er als „Hans Dampf in allen arabischen Gassen“ bezeichnete. Eine selektive Auflistung von Koranversen am Ende des Buches solle belegen, dass der „wahre Islam alles andere sei als eine Gebrauchsanweisung zur weltweiten Liquidierung aller Nichtmuslime oder falschen Muslime“. Verschwiegen dabei werde aber, dass es wie in anderen heiligen Schriften auch genau so viele Stellen im Koran gebe, die Gewalt und Krieg predigten.
Für den Politikwissenschaftler Peter R. Neumann ließ sich Todenhöfer von der Terrormiliz instrumentalisieren und übermittelte nach seiner Reise der Öffentlichkeit genau die Botschaft, auf die es dem Islamischen Staat ankam. Der IS sei ideologisch nicht derart geschlossen, wie Todenhöfer es dargestellt habe.
Zur Bühnenfassung von Inside IS meinte Frank Dietschreit für den RBB, dass Todenhöfer „von einem devoten Amerika-Fan und beinharten Kommunistenfresser zum sensiblen Islam-Versteher und schnöden Antisemiten [mutiert]“ sei. Die „selbstverliebte Art, wie sich Todenhöfer als Revolutions- und Kriegstourist aufspielt und dabei ignoriert, dass er vom IS benutzt wird, um für ihre verrückten Ideen und tödlichen Botschaften zu werben“, sei „grenzwertiger Journalismus“. Trotzdem verdanke man ihm „einige wichtige Einblicke in die kranke Seele von verblendeten Terroristen“. Die „Banalität des Bösen“ verkomme dabei jedoch „allzu häufig zum unfreiwillig komischen Kitsch“. Das klischeehafte Stück erbringe „keinerlei intellektuellen Mehrwert oder irgendwelche neuen Erkenntnisse“. Oliver Kranz hingegen befand im Deutschlandfunk, dass die auf Immunisierung gegen den Terrorismus gerichtete Botschaft des an ein jugendliches Publikum gerichteten Stückes trotz oder gerade wegen seines aufgesetzt wirkenden positiven Endes bei den Zuschauern angekommen sei.
Über den von Todenhöfer gemeinsam mit seinem Sohn über die Recherche zum Buch gedrehten Dokumentarfilm schrieb Rainer Hermann in der FAZ, dass dieser kein Propagandafilm für den IS sei, wie Kritiker Todenhöfers behaupteten. Die Doku entlarve, wie die Propagandamaschine des IS arbeite, eröffne „erschreckende Einblicke in den Alltag der Terrormiliz und zeichnet ein Psychogramm von IS-Protagonisten. Das macht jedem klar, mit welchem Gegner wir es zu tun haben. Der Film dokumentiert die Banalität des Bösen.“

### Die große Heuchelei(2019)
Todenhöfers 2019 erschienenes Buch trägt den Untertitel Ein Frontbericht aus den Krisengebieten der Welt. Gemeinsam mit seinem Sohn schildert er darin seine Erfahrungen in Kriegsgebieten und seine Sicht der politischen Hintergründe. In zenith, dem Fachmagazin über die arabisch-islamische Welt, schrieb Stefan Pohlit dazu, dass Todenhöfer sich den Anschein des Enthüllers gebe und doch immer wieder auf seine Subjektivität zurückfalle. Zu mehr als Aufwiegelung sei er nicht imstande. So spiele er all denen in die Hände, die nur darauf warteten, ihn als Rundumschläger zu verhöhnen. Trotz vieler Verdienste Todenhöfers sei das, was an seinem Buch störe, er selbst: „Wie ein Mond bei der Sonnenfinsternis stellt sich Todenhöfer immer wieder ins Licht, reflektiert über seine Strapazen und Gefühle.“ In der Fülle der Beobachtungen und vieler unnötiger Details gehe die notwendige Analyse verloren.
Das ARD-Kulturmagazin ttt – titel, thesen, temperamente befand, das Werk verspreche, „das Anti-Kriegs-Buch des Jahres zu werden“.

## Privates

### Familie
Todenhöfers Vorfahren stammen aus Hessen. Sein Urgroßvater Georg Cyriakus Todenhöfer war Lehrer in Wolfhagen bei Kassel, sein Großvater Eduard Todenhöfer (1869–1942) war Pfarrer in den hessischen Gemeinden Ehringen und Oberellenbach. Ein Onkel Todenhöfers, Gerhard Todenhöfer, war in der Zeit des Nationalsozialismus politischer Funktionär, Diplomat und Manager. Todenhöfers jüngerer Bruder Joachim (1944–1966) verübte im Frühjahr 1966 Suizid. 
1977 heiratete Todenhöfer in zweiter Ehe die Französin Françoise Laval. Das Paar lebt getrennt, aus der Ehe stammen zwei Töchter (Valérie und Nathalie-Malalei) und ein Sohn (Frédéric). Todenhöfer lebte unter anderem in Bodelshausen und Bonn-Lengsdorf.

### Stiftungen
Todenhöfers jüngere Tochter erkrankte im April 2004 mit 19 Jahren an Multipler Sklerose und gründete im Dezember 2006 mit finanzieller Unterstützung ihres Vaters eine Stiftung für MS-Kranke, die „Nathalie-Todenhöfer-Stiftung“, welche sie zusammen mit ihrem Vater als Vorstand führt.
2008 gründete Todenhöfer die „Stiftung Sternenstaub“. Sie will nach eigener Angabe „Menschen Freude schenken, die auf der Schattenseite des Lebens stehen“. Vorstand der Stiftung ist Todenhöfers ältere Tochter. Zur Stiftung gehören Unterstiftungen: So kümmert sich „AGO“ um ältere vereinsamte Menschen im Raum München. Studenten erhalten Geld dafür, dass sie sich um sie kümmern, ihnen vorlesen und für sie einkaufen. Der Name soll an Todenhöfers jüngeren Bruder Joachim, genannt Ago, erinnern, der mit 22 Jahren Suizid beging.
Außerdem gründete Todenhöfer eine Familienstiftung. Da das Regierungspräsidium Freiburg den in Form von Aphorismen beschriebenen Zweck ablehnte, wählte Todenhöfer als Rechtsform die Stiftung nach dem Recht des Fürstentums Liechtenstein.

## Veröffentlichungen
Bücher
- Die deliktische Haftung des Hehlers unter besonderer Berücksichtigung des § 830 BGB. 1969.
- Wachstum für alle. Plädoyer für eine internationale soziale Marktwirtschaft (verantwortlicher Hrsg. Todenhöfer). Seewald, Stuttgart 1976, ISBN 3-512-00457-1.
  - englisch: Growth for All. 1979, ISBN 3-7758-0959-7.
  - spanisch: Crecimiento para Todos. Intercesion por una Economia Social de Mercado Internacional. 1979, ISBN 3-7758-0970-8.
- Ich denke deutsch. Abrechnung mit dem Zeitgeist. Straube, Erlangen 1989, ISBN 3-927491-12-8.
- Wer weint schon um Abdul und Tanaya? Die Irrtümer des Kreuzzugs gegen den Terror. Herder, Freiburg im Breisgau 2003, ISBN 3-451-05420-5.
- Andy und Marwa. Zwei Kinder und der Krieg. C. Bertelsmann, München 2005, ISBN 3-570-00859-2.
- Warum tötest du, Zaid? C. Bertelsmann, München 2008, ISBN 978-3-570-01022-8.
- Teile dein Glück … und du veränderst die Welt! – Fundstücke einer abenteuerlichen Reise. C. Bertelsmann, München 2010, ISBN 978-3-570-10069-1.[97][115]
- Feindbild Islam. Zehn Thesen gegen den Hass. C. Bertelsmann, München 2011, ISBN 978-3-570-10135-3.
- Du sollst nicht töten. Mein Traum vom Frieden. C. Bertelsmann, München 2013, ISBN 978-3-570-10182-7.
- Inside IS – 10 Tage im „Islamischen Staat“. C. Bertelsmann, München 2015, ISBN 978-3-570-10276-3 (Platz 1 der Spiegel-Bestsellerliste im Jahr 2015).
- Die grosse Heuchelei – Wie Politik und Medien unsere Werte verraten. Propyläen, Berlin 2019, ISBN 978-3-549-10003-5 (unter Mitarbeit von Frédéric Todenhöfer).
- Der Aufstand des Anstands. Mein Plan für Deutschland. Books on Demand, Norderstedt 2021, ISBN 978-3-7526-6791-2.

## Filme
- Tahir Chaudry, Frederic Kondak, Hamza A. Malik: Der Märchenonkel. In 80 Jahren um sich selbst. Vierteilige Webserie. Deutschland, 2021. Online[116]